# Alfred Onnen
Alfred Onnen (* 11. Dezember 1904 in Hohenkirchen; † 16. Mai 1966 in Jever) war ein deutscher Jurist und Politiker (FDP).

## Leben und Beruf
Onnen wurde als Sohn eines Kaufmanns geboren. Nach dem Abitur am Mariengymnasium Jever nahm Onnen ein Studium der Rechts- und Staatswissenschaften an den Universitäten in Freiburg im Breisgau, München, Wien und Göttingen auf, das er mit beiden juristischen Staatsexamen beendete. Während seines Studiums wurde er 1924 Mitglied der Freiburger Burschenschaft Teutonia. Nach seinem Studium war er vorübergehend in der Privatwirtschaft tätig, ehe er sich als Rechtsanwalt in Berlin niederließ.
Onnen beantragte am 20. Juli 1937 die Aufnahme in die NSDAP und wurde rückwirkend zum 1. Mai desselben Jahres aufgenommen (Mitgliedsnummer 4.436.574). Von 1940 bis 1945 nahm er als Soldat am Zweiten Weltkrieg teil.
Onnen siedelte 1945 nach Westdeutschland über, ließ sich in Jever nieder und war dort als Rechtsanwalt und Notar tätig.
Nach 1945 trat er in die FDP ein und wurde 1947 zum stellvertretenden Landesvorsitzenden der FDP Niedersachsen gewählt. Außerdem war er Mitglied im Bundesvorstand der Partei. Zusammen mit Thomas Dehler und Fritz Neumayer bildete er die parteiinterne Untersuchungskommission zur Aufklärung der Affäre um den Naumann-Kreis.
Onnen amtierte von 1946 bis 1949 als Bürgermeister der Stadt Jever. Onnen war Kreistagsmitglied des Kreises Friesland. Dem Deutschen Bundestag gehörte er seit dessen erster Wahl 1949 bis 1957 an. Er war in beiden Wahlperioden über die Landesliste Niedersachsen ins Parlament eingezogen. Von 1953 bis zum 9. November 1954 war er stellvertretender Vorsitzender des Bundestagsausschusses für Bau- und Bodenrecht.
Onnen war 1953 maßgeblich an der Schaffung des noch heute geltenden Bundeswahlgesetzes mit der erstmaligen Einführung einer 5 %-Sperrklausel auf Bundesebene beteiligt.